# 切羅基 (北卡羅萊納州)
切羅基（英語：Cherokee）是位於美國北卡羅萊納州傑克遜縣及斯溫縣的普查規定居民點。

## 人口
根據2020年美國人口普查的數據，切羅基的面積為31.26平方千米，皆為陸地。當地共有人口2195人，而人口密度為每平方千米70.22人。